# Paleoetnobotánica

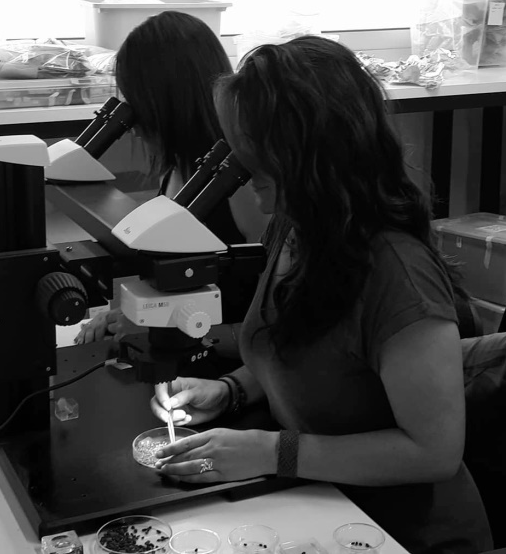
Paleoetbotanicos

La paleoetnobotánica, también conocida como arqueoetnobotánica, es una subdisciplina de frontera ubicada entre la arqueología y la botánica. Su objetivo principal es estudiar las interacciones antiguas entre los seres humanos y el mundo vegetal. La paleoetnobotánica es el estudio de restos botánicos encontrados como evidencia arqueológica en un yacimiento. En términos amplios la paleoetnobotánica se interesa en comprender cómo los seres humanos han recurrido históricamente a las plantas alimenticias, cómo se crearon las condiciones culturales-naturales que propiciaron la selección de unas plantas sobre otras para satisfacer distintas necesidades (alimenticias, medicinales, rituales, etc.) y cómo, en ciertos casos, las plantas fueron modificadas intencionalmente e insertadas en diversos sistemas de producción para el aprovechamiento humano.
En el transcurso de los procesos antes mencionados, algunas de las plantas útiles fueron investidas con significados mágico-religiosos, supra-terrenales, y se integraron así en la cosmovisión de determinadas culturas. Es el caso del maíz en algunas de las muchas culturas mesoamericanas. Las plantas, en este y en otros ámbitos, dejaron de ser plantas estrictamente naturales para convertirse en seres divinos, en objetos culturales creadores de vida. 
Es así que los contextos arqueológicos, revelados casi siempre por medio de la investigación arqueológica formal, permiten generar y aplicar técnicas con las cuales se recuperan restos botánicos antiguos agrupados en dos grandes categorías: restos microbotánicos y restos macrobotánicos. Estos últimos son las semillas, los segmentos de ellas, los raquis, los pedúnculos, los frutos y otros fragmentos que muchas veces se pueden ver a simple vista. Dentro de los restos microbotánicos, por su parte, se encuentran principalmente los granos de polen, los fitolitos y los almidones, siendo los últimos los que recientemente han proporcionado valiosísima información directa y confiable sobre el uso de plantas en la prehistoria de los trópicos a escala mundial. Además de su importancia para la arqueología y la antropología, la paleoetnobotánica proporciona información a otras disciplinas como la botánica, la genética y la ecología (e.g. ecología moderna y paleoecología). A raíz de los resultados que se pueden obtener con la aplicación de investigaciones paleoetnobotánicas, es posible generar mapas y distribuciones geográficas de las diferentes especies en el tiempo, así como interrelaciones culturales micro y macroregionales.